# Marin
Marin je moško osebno ime.

## Izvor imena
Ime Marin izhaja iz latinskega imena Marinus, to pa razlagajo z latinsko besedo marinus v pomenu besede »morski« 

## Različice imena
- moške različice imena: Marinko, Marino, Rino
- ženski različici imena: Marina, Rina

## Tujejezikovne različice imena
- pri Hrvatih: Marin
- pri Italijanih: Marino

## Pogostost imena
Po podatkih Statističnega urada Republike Slovenije je bilo na dan 31. decembra 2007 v Sloveniji število moških oseb z imenom Marin: 130.

## Osebni praznik
V koledarju je ime Marin zapisano 25. januarja (Marin, mučenec) in 3. marca (Marin, palestinski mučenec, † 3. mar. v 3. stol.)

## Priimki nastali iz imena
Iz imena Marin je izpeljanih tudi nekaj priimkov: Marin, Marinko, Marinc, Marinac, Marinček, Marinčič, Marinšek in drugi.

## Zanimivost
Po sv. Marinu je poimenovana državica San Marino. Po legendi je ustanovitelj te države kamnosek Marin z otoka Raba.